# Нежданівська
Нежда́нівська — пасажирський залізничний зупинний пункт Куп'янської дирекції Південної залізниці.
Розташований за кількасот метрів між селами Нежданівка та Петрівка, Дворічанський район, Харківської області на лінії Тополі — Куп'янськ-Вузловий між станціями Дворічна (12 км) та Тополі (7 км).
Станом на травень 2019 року щодоби чотири пари приміських електропоїздів здійснюють перевезення за маршрутом Тополі — Куп'янськ-Вузловий.